# Zwartia
Zwartia es un género de bacterias gramnegativas de la familia Alcaligenaceae. Actualmente contiene una sola especie descrita: Zwartia hollandica. Fue descrito en el año 2022. Su etimología hace referencia al científico danés Gabriel Zwart. El nombre de la especie hace referencia a Holanda. Es aerobia e inmóvil. Tiene un tamaño de 0,4 μm de ancho por 0,6 μm de largo. Forma colonias de color beige y circulares en agar NSY. Temperatura de crecimiento entre 5-32 °C. Catalasa y oxidasa negativas. Tiene un genoma de 3,2 Mpb y un contenido de G+C de 52,4%. Se ha aislado de agua en el lago Loosdrecht, en Holanda. 